# Gerrhosauridae
Gerrhosauridae é uma família de répteis escamados pertencentes à subordem Sauria.

## Classificação
- Subfamília Gerrhosaurinae
  - Género Angolosaurus
  - Género Cordylosaurus
  - Género Gerrhosaurus
  - Género Tetradactylus
- Subfamília Zonosaurinae
  - Género Tracheloptychus
  - Género Zonosaurus